# 14919 Robertohaver
14919 Robertohaver este un asteroid din centura principală de asteroizi.

## Descriere
14919 Robertohaver este un asteroid din centura principală de asteroizi. A fost descoperit pe 6 august 1994 la San Marcello Pistoiese de Andrea Boattini și Maura Tombelli. Asteroidul prezintă o orbită caracterizată de o semiaxă mare de 2,39 ua, o excentricitate de 0,09 și o înclinație de 12,5° în raport cu ecliptica.